# 羅克·斯蒂普切維奇
羅克·斯蒂普切維奇（1986年5月20日—），克羅地亞籃球運動員。他現在效力於意大利籃球聯賽球隊Dinamo Basket Sassari。他也代表克羅地亞國家籃球隊參賽。